# Niek Boes
Niek Boes (Oldenzaal, 10 januari 1974) is een Nederlands cabaretier, acteur en stemartiest, die voornamelijk bekendheid geniet door zijn shows, waarin hij geluidenimitaties doet.

## Biografie
Op zijn negende levensjaar werd hij lid van het stadsjongenskoor uit Oldenzaal onder leiding van Boyke Brand. Hij begon zijn theatercarrière in 1988. Hij was veertien jaar toen het eerste contract getekend werd. Naast zijn studie trad hij op in binnen- en buitenland met zijn theatershows, waarin geluidsimitaties voorop stonden.
In de jaren 2002 en 2004 speelde hij samen met Karin Bloemen, Berget Lewis en Richard Groenendijk. Tot op heden speelt Boes shows in theater en op evenementen.
In Nederland won Boes de “Populariteitsprijs” voor beste theateract. 